# Hydrelia intermedia
Hydrelia intermedia är en fjärilsart som beskrevs av Bankes 1907. Hydrelia intermedia ingår i släktet Hydrelia och familjen mätare. Inga underarter finns listade i Catalogue of Life.